# Alice Milliat

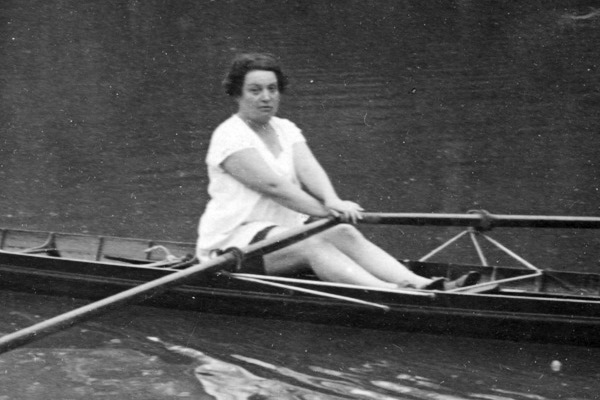

Alice Milliat, geboortenaam, Alice Joséphine Marie Million (Nantes, 5 mei 1884 - Parijs, 19 mei 1957) was een Franse zwemster, hockeyspeelster en roeister. Ze was medestichtster van de Fédération des sociétés féminines sportives de France in 1917.

## Levensloop
Alice Milliat was een van de eerste vrouwen die zich richtte tot het Internationaal Olympisch Comité met de vraag of vrouwensport zou worden toegelaten tijdens de Olympische Zomerspelen 1920, dit werd geweigerd. Door haar initiatief werd het Frans voetbalelftal voor vrouwen opgericht in 1920. 
In 1921 creëerde ze de Fédération sportive féminine internationale, een federatie die vijf landen vertegenwoordigde. Het jaar erop werden de eerste wereldspelen voor vrouwen georganiseerd, 77 vrouwelijke atleten uit vijf verschillende landen namen deel. Pas tijdens de Olympische Zomerspelen 1928 te Amsterdam werden voor het eerst vrouwen toegelaten.
Niettemin kwam aan dit mooie verhaal een eind, in 1936 werd de Fédération sportive féminine internationale (FSFI) opgedoekt. Ziek en teleurgesteld trok Alice Milliat zich definitief terug uit de sportwereld. Ze stierf anoniem in Parijs op 19 mei 1957, ze had geen kinderen.